# Almensilla
Almensilla – gmina w Hiszpanii, w prowincji Sewilla, w Andaluzji, o powierzchni 14,31 km². W 2011 roku gmina liczyła 5776 mieszkańców.